# Сонце несплячих
«Сонце несплячих» груз. უძინართა მზე) — художній фільм (драма) 1992 року.

## Зміст
Бандельяні – хороший лікар. Він присвятив більшу частину свого життя тому, щоб винайти вакцину проти раку. Він не шкодував на це ні грошей, ні власних сил. Та приділяти багато уваги синові він не міг. І ось син зв'язався із злочинним угрупуванням, а через якийсь час зникли всі напрацювання його батька.

## Ролі
- Елгуджа Бурдулі
- Давид Капіашвілі
- Ліа Баблуані
- Ека Сааташвілі
- Гіві Сіхарулідзе
- Леван Пілпані
- Флора Шаданія
- Ліка Кавжарадзе
- Сосо Джачвліані
- Муртаз Жванія
- Коба Цхакая
- Мамука Кікалейшвілі

## Призи
- Премія МКФ в Берліні у 1993 році
- 2 «Нікі» — за сценарій та чоловічу роль
- Головний приз у конкурсі «Кіно для всіх» («Кінотавр-92»)